# Hanbi
Hanbi, ook wel Hanpa genoemd, was een god uit de Soemerische en Akkadische mythologie.
Hij was de god van het kwaad, heer van alle kwade krachten en vader van de bekendere Pazuzu. Buiten de relatie met Pazuzu is er weinig bekend van Hanbi. In bepaalde religieuze sekten is Hanbi dezelfde als Satan en de broer van aartsengel Michaël.